# بني محمد شعراوي
قرية بني محمد شعراوي هي إحدي القرى التابعة لمركز أبو قرقاص بمحافظة المنيا في جمهورية مصر العربية. حسب إحصاءات سنة 2006، بلغ إجمالي السكان في بني محمد شعراوي 12268 نسمة، منهم 6542 رجل و5726 امرأة.